# Limnotrochus thomsoni
Limnotrochus thomsoni је пуж из реда Sorbeoconcha.

## Угроженост
Ова врста није угрожена, и наведена је као последња брига јер има широко распрострањење.

## Распрострањење
Врста има станиште у језеру Тангањика, на подручју Бурундија, ДР Конга, Замбије и Танзаније.
Популациони тренд је за ову врсту непознат.

## Станиште
Станиште врсте су слатководна подручја.